# McCafferty (gruppo musicale)
I McCafferty sono una band indie rock formata a Medina, in Ohio. Hanno pubblicato cinque album, dodici EP e due raccolte. Dopo numerosi cambi di formazione (il più recente successo nel 2020, quando la maggior parte dei membri lasciò la band per conflitti personali con il cantante e chitarrista Nick Hartkop)   e scioglimenti temporanei, la band è al momento composta da Nick Hartkop e la bassista Emily Hartkop, sua moglie.

## Discografia
Album
- Beachboy (2014) [3]
- Yarn (2018)
- The House with No Doorbell (2019)
- Snoqualmie Welcomes You (2022)
- McCafferty Forever (2023)

EP
- Moms+Dads (2012)
- Japan (2012)
- DanceBeats to Hurt Girls (2012)
- It's A Bad Idea (2013)
- I Hate This Body (2013)
- Forest Life (2013)
- Happy Birthday, Dad (2014)
- Thanks. Sorry. Sure. (2017)
- Forest Life (Remastered) (2017)
- Clementine (2018)
- Two Demos Never Released in 2017 So Please Don't Think I'm Coming Back, I Promise You I Won't (2020)
- I’ve been thinking about giving up lately (2024)

Raccolte
- RIP McCafferty (2015)
- The Sum of All Fears (2018)